# OGAWA
株式会社OGAWA（オガワ）は、日本で外食産業を営む株式会社である。

## 沿革
- 2000年9月、新規事業部としてイタリア料理カプリチョーザフランチャイズを契約。
- 2001年2月23日、徳島市東船場にイタリア料理カプリチョーザ徳島1号店開店
- 2001年11月1日、商業施設フジグラン北島にカプリチョーザ2号店開店
- 2003年12月20日、商業施設スーパーセンターマルナカにカプリチョーザ3号店開店
- 2010年4月12日、大阪王将徳島1号店、徳島川内店を11号バイパス沿いに開店
- 2011年11月24日、商業施設ゆめタウン徳島にペッパーランチ徳島1号店開店